# Конгоньяс
Конгоньяс (порт. Congonhas) — город в Бразилии, входит в штат Минас-Жерайс. Составная часть мезорегиона Агломерация Белу-Оризонти. Входит в экономико-статистический микрорегион Консельейру-Лафайети. Население составляет 45 611 человек на 2006 год. Занимает площадь 305,579 км². Плотность населения — 149,3 чел./км².

## История
Основание города восходит к 1757 году.
Статус города получен в 1938 году.

## Достопримечательности
В городе расположена церковь Бон-Жезус-ду-Конгоньяс, включённая в список Всемирного наследия.

## Статистика
- Валовой внутренний продукт на 2003 год составляет 366 021 020,00 реалов (данные: Бразильский институт географии и статистики).
- Валовой внутренний продукт на душу населения на 2003 год составляет 8392,28 реалов (данные: Бразильский институт географии и статистики).
- Индекс развития человеческого потенциала на 2000 год составляет 0,788 (данные: Программа развития ООН).

## Галерея

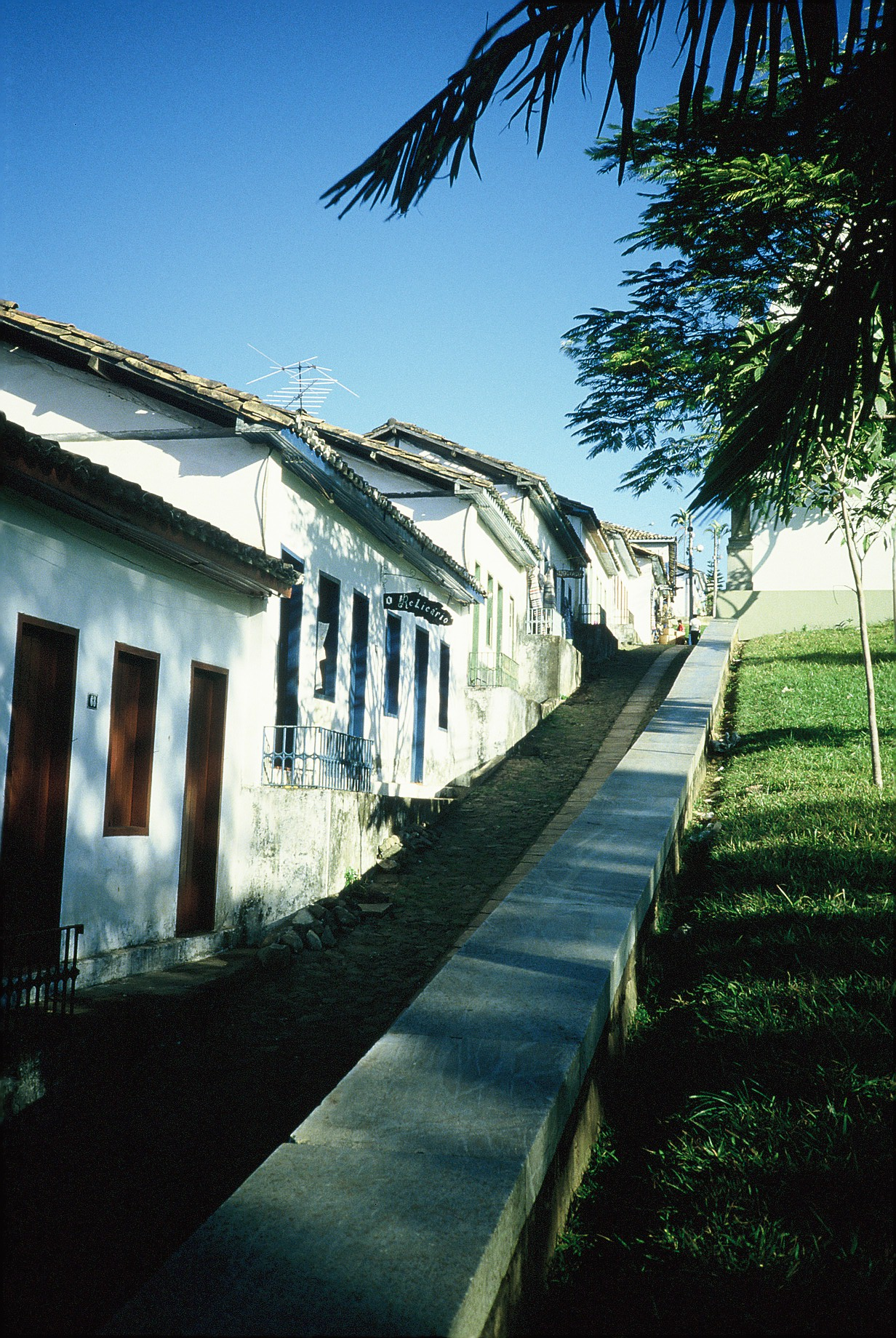
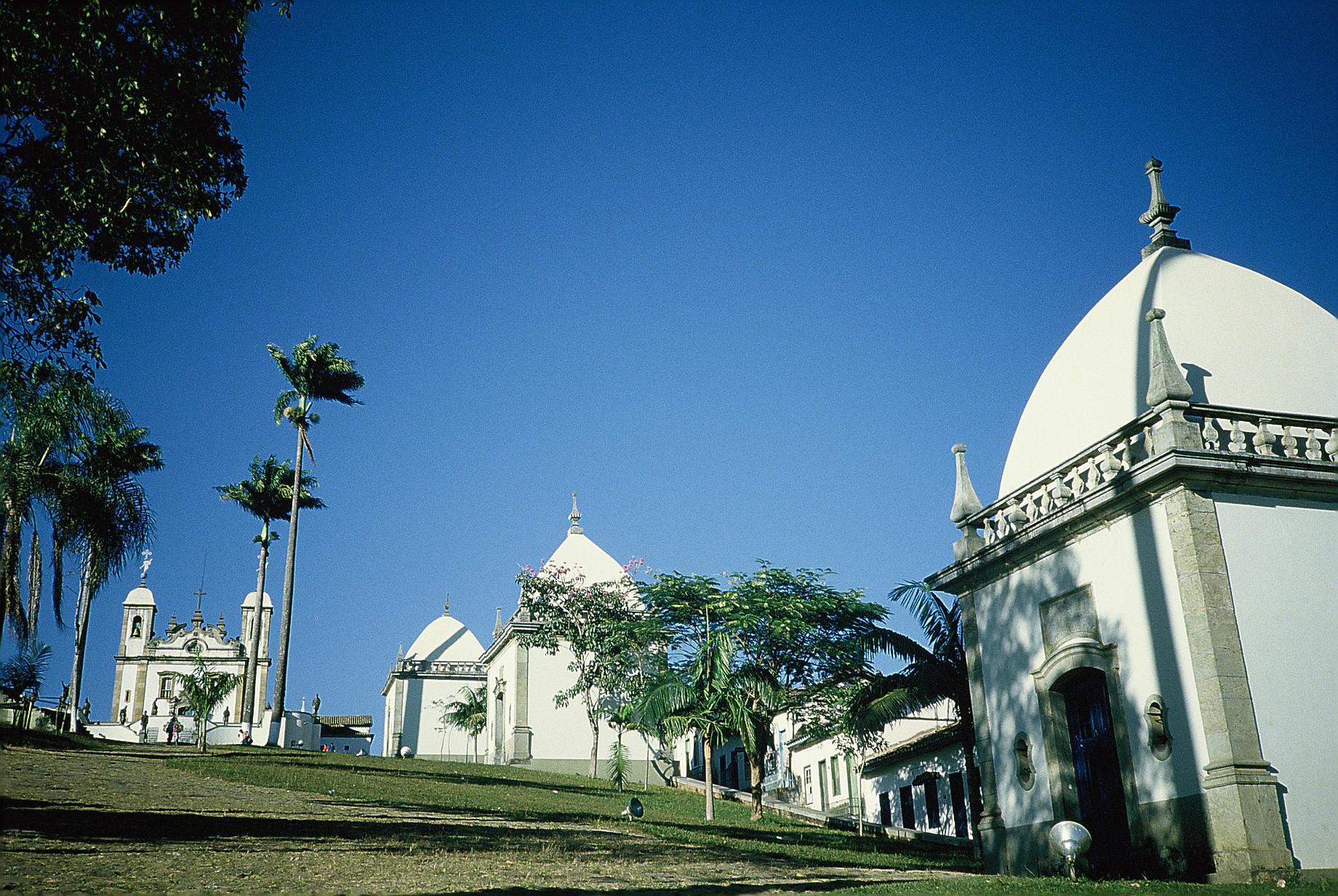
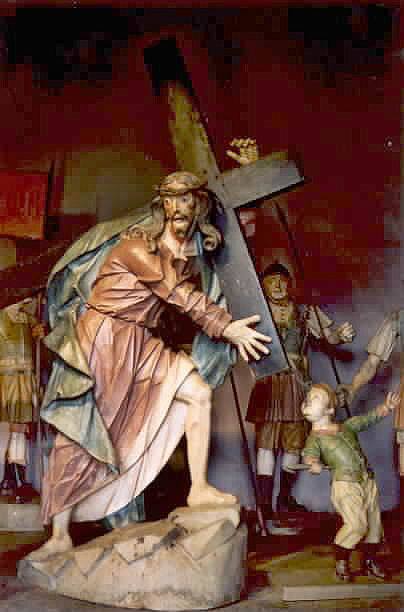